# Mitsubishi F-2
Міцубісі F-2 (яп. F-2 支援 戦 闘 机, F-2 сіен сенто: ки, «допоміжний винищувач F-2», англ. Mitsubishi F-2) — японський винищувач-бомбардувальник, розроблений компаніями Міцубісі Геві Індастріз (англ. Mitsubishi Heavy Industries (MHI)) і Локгід Мартін (англ. Lockheed Martin) для Повітряних сил самооборони Японії.

## Історія створення
У липні 1982 року Управління оборони Японії оголосило середньостроковий план розвитку на 1983–1987 роки, який передбачав створення 24 винищувачів підтримки (FS-X) для заміни застарілих F-1. Це стало офіційним початком проєкту FS-X.
Літак створювався на базі американського винищувача F-16 за програмою FS-X, в якій Японія і США були представлені у співвідношенні 60/40. Розробка літака почалася 21 жовтня 1987 року, коли уряд Японії вибрав F-16C для заміни винищувачів Міцубісі F-1, які стояли на озброєнні. У листопаді 1988 року генеральним підрядником стала компанія Міцубісі, підписавши в березні 1989 року контракт на розробку планера літака і в лютому 1990 року на розробку бортової РЛС. Також в лютому був підписаний контракт з субпідрядником — американською компанією Дженерал Дайнемікс (після 1993 Локгід). У березні 1990 року на заводі «Міцубіші» в Нагої була сформована конструкторська група, що складалася з 230 японських інженерів-конструкторів і 70 американських. На міжурядовому рівні проект координував спільний американсько-японський технічний керівний комітет, головою якого був призначений начальник відділу розробки авіаційних систем Технічного проектно-конструкторського інституту (TRDI) Агентства оборони (нині Міністерства оборони) Японії генерал Масумото. 21 грудня 1990 як силову установку нового літака вибрали вдосконалений ТРДД Дженерал Електрик F-110-GE-129. Всього за програмою FS-X уряд Японії планував побудувати 141 літак. Але у 1995 році відмовилися від літаків для пілотажної групи, у 2004 — скоротили частину резерву й вилучили навчальні інструкторські літаки, у результаті чого кількість скоротилася до 98. А у 2006 році через високу вартість і обмежений потенціал модернізації програму остаточно зупинили на 94 одиницях.
Будівництво першого прототипу почалося 1994 року на заводі Міцубісі Геві Індастріз «Комакі Мінамі» в місті Нагоя. Перший політ прототип № 63-0001 здійснив 7 жовтня 1995 року на авіабазі Комакі під управлінням льотчика-випробувача Йосіюкі Ватанабе. 15 грудня 1995 уряд Японії зменшив план виробництва літаків до 130 одиниць (83 одномісних і 47 двомісних) за рахунок скорочення кількості двомісних варіантів на 11 одиниць і присвоїв винищувачу позначення F-2, відповідно перші два одномісні літаки отримали назву XF-2A. Надалі плани ще раз були скорочені до 94 одиниць. Прототип двомісного навчально-бойового винищувача XF-2B здійснив перший політ 18 квітня 1996 року. Всього за програмою було виготовлено 2 прототипи для наземних випробувань і 4 льотних: два одномісні (№ 63-0001 та № 63-0002) і два двомісні (№ 63-0003 та № 63-0004). У 1996—1997 роках прототипи були передані в Повітряні сили самооборони, де отримали нові серійні номери № 63-8501 — № 63-8504.
У жовтні 1996 року між компаніями Міцубісі і Локгід Мартін був підписаний перший виробничий контракт. Всього у виробництві планера літака беруть участь чотири компанії: Міцубісі виготовляє передню частину фюзеляжу і крило, Фудзі — обшивку крила, залізи крила, флаперони, повітрозабірник і хвостове оперення, Кавасакі — центральну частину фюзеляжу, стулки головних стійок шасі і капоти двигуна, Локгід Мартін — задню частину фюзеляжу, 80 % кесонів лівого напівкрила і предкрилка. Перший ліцензійний двигун був переданий компанією IHI на складальне підприємство на початку 1999 року. Перший політ перший серійний F-2A здійснив 12 жовтня 1999 року, а 25 вересня 2000 року він був поставлений Повітряним силам самооборони. На 31 березня 2003 року було поставлено 36 серійних літаків.
На початку виробництва виникли технічні труднощі. Під час льотних випробувань було виявлено мікротріщини в композитних елементах крила та нестачу міцності в окремих ділянках планера, що вимагало серйозного доопрацювання. Також мали місце проблеми з інтеграцією радіолокаційного обладнання, які на певний час відклали початок виконання завдань у режимі бойового чергування. Через це льотні випробування затягнулися, а офіційне підтвердження бойової готовності (ORI) було отримано лише в лютому 2004 року. Загалом проєкт затримався на приблизно 13 років від початкового графіка, а його вартість зросла до близько 3 270 мільярдів єн — майже удвічі більше за первинну урядову оцінку в 1 650 мільярдів єн.
Щоб перекрити тимчасовий дефіцит літаків, Японія продовжила експлуатацію модернізованих F-4EJ. Незважаючи на всі труднощі, F-2 продемонстрував високу надійність: за перші 10 років експлуатації не було втрачено жодного літака в аваріях, тоді як за цей самий період японські F-15 зазнали п’яти втрат.
Програма виробництва тривала майже 15 років і в результаті повністю забезпечила потреби Японії в легких бойових винищувачах на той час.
У 2011 стартувала модернізація систем зв’язку: F-2 отримав цифрову систему JDCS(F), яка дозволяє обмін даними між літаками та з командним пунктом ППО. Вона була дешевшою альтернативою Link 16, який на той час вже отримали F-15J.
Спочатку оновили 22 літаки, візуальні зміни були мінімальні. У 2020 передбачено інтеграцію Link 16 разом із можливістю застосування ракети ASM-3 та модернізацією бортового комп’ютера. Це стало одним із найсучасніших оновлень програми F-2 за час його використання.

### Втрати
11 березня 2011 року землетрус у Східній Японії затопив 18 навчально-бойових F-2B на базі Мацушіма. 13 із них вдалося відновити, а втрати обмежились п’ятьма літаками.
8 серпня 2025 року винищувач F-2A Повітряних сил самооборони Японії зазнав аварії над водами Тихого океану поблизу префектури Ібаракі, пілот успішно катапультувався.

## Тактико-технічні характеристики
Наведені характеристики відповідають модифікації F-2A.
Джерело: Jane's 
Основні характеристики
- Екіпаж: 1 пілот
- Довжина: 15,52 м
- Висота: 4,96 м
- Розмах крила: 10,8 м 
  - З ракетами на кінцях крила: 11,125 м

- Площа крила: 34,84 м ²
- Коефіцієнт подовження крила: 3,3
- Стрілоподібність по передній кромці:33 ° 12'
- База шасі: 4,05 м
- Колія шасі: 2,36 м
- Маса порожнього: 9527 кг
- Нормальна злітна маса: **Без підвісок: 13 459 кг
  - З 2 × ракетами «п-п» малої дальності: 13 713 кг
  - З 4 × ракетами «п-п» малої дальності і 4 × середньої: 15 711 кг
  - З 2 × ракетами «п-п» малої дальності, 6 × 227 кг бомбами і 2 × ППБ: 19 888 кг
  - З 2 × ракетами «п-п» малої дальності, 4 × ПКР і 2 × ППБ: 20 517 кг
- Максимальна злітна маса: 22 100 кг
- Максимальна посадкова маса: 18 300 кг
- Маса палива у внутрішніх баках: 3 842 кг
- Обсяг паливних баків: 4637 л

Льотні характеристики
- Максимальна швидкість: На висоті: 2,0 М
  - Біля землі: 1,1 М
- Бойовий радіус: 833 км
- Навантаження на крило: 634,3 кг/м ² (При максимальній злітній масі)

Озброєння
- Стрілецько-гарматне: 1 × 20 мм шестиствольна гармата M61A1
- Точки підвіски: 13 (один під фюзеляжем, 2 на закінцівках крила і 10 під крилом)
- Керовані ракети: ** ракети «повітря-повітря»:
  -     - 4× AIM-7F/M
    - 4 × AIM-9L або AAM-3

  - ракети «повітря-поверхня»: 4 × ASM-1 або ASM-2
- Некеровані ракети: 2 × блоку JLAU-3/A або RL-4
- Бомби: вільнопадаючі: 
  - касетні: CBU-87/B
  - фугасні: 12 × 227 кг або 340 кг

## Оператори
| оператори Mitsubishi F-2 | оператори Mitsubishi F-2 | оператори Mitsubishi F-2 | оператори Mitsubishi F-2             |
| ------------------------ | ------------------------ | ------------------------ | ------------------------------------ |
|                          |                          |                          |                                      |
| країна                   | активні                  | в резерві                | подробиці                            |
|                          |                          |                          |                                      |
| Японія                   | 98                       | —                        | 94 серійних та 4 дослідних прототипи |

## Списки
- Список літаків